# Bousín
Bousín (deutsch Bauschin) ist eine Gemeinde im Okres Prostějov, Region Olomoucký kraj, Tschechien.

## Geographie
Gegen Osten liegen die Reste der Burg Smilův hrad.

## Geschichte
Die erste schriftliche Erwähnung ist im Jahre 1373 nachweisbar. Der Ursprung des Namens Bousín wird dem Namensträger des Gründers, Bohuš z Jedovnic zugeordnet.
Im Zuge der Errichtung des deutschen Truppenübungsplatz Wischau gehörte Bousín zu den 33 dafür zu räumenden Orte. Die Räumung des zur 3. Etappe gehörigen Dorfes begann im Oktober 1943. Nach dem Ende des Zweiten Weltkrieges wurde der Ort wieder besiedelt.
Auf dem Dorfplatz befindet sich ein Glockentürmchen aus dem Jahre 1794. Es besteht zweimal am Tag eine Linienbusverbindung nach Prostějov.
Das Dorf ist von Wäldern umgeben. Es gibt in Bousín einen Gemischtwarenladen und ein Wirtshaus. Einige der historischen Häuser dienen als Ferienhäuser.

## Gemeindegliederung
Die Gemeinde Bousín besteht aus den Ortsteilen Bousín und Repechy.

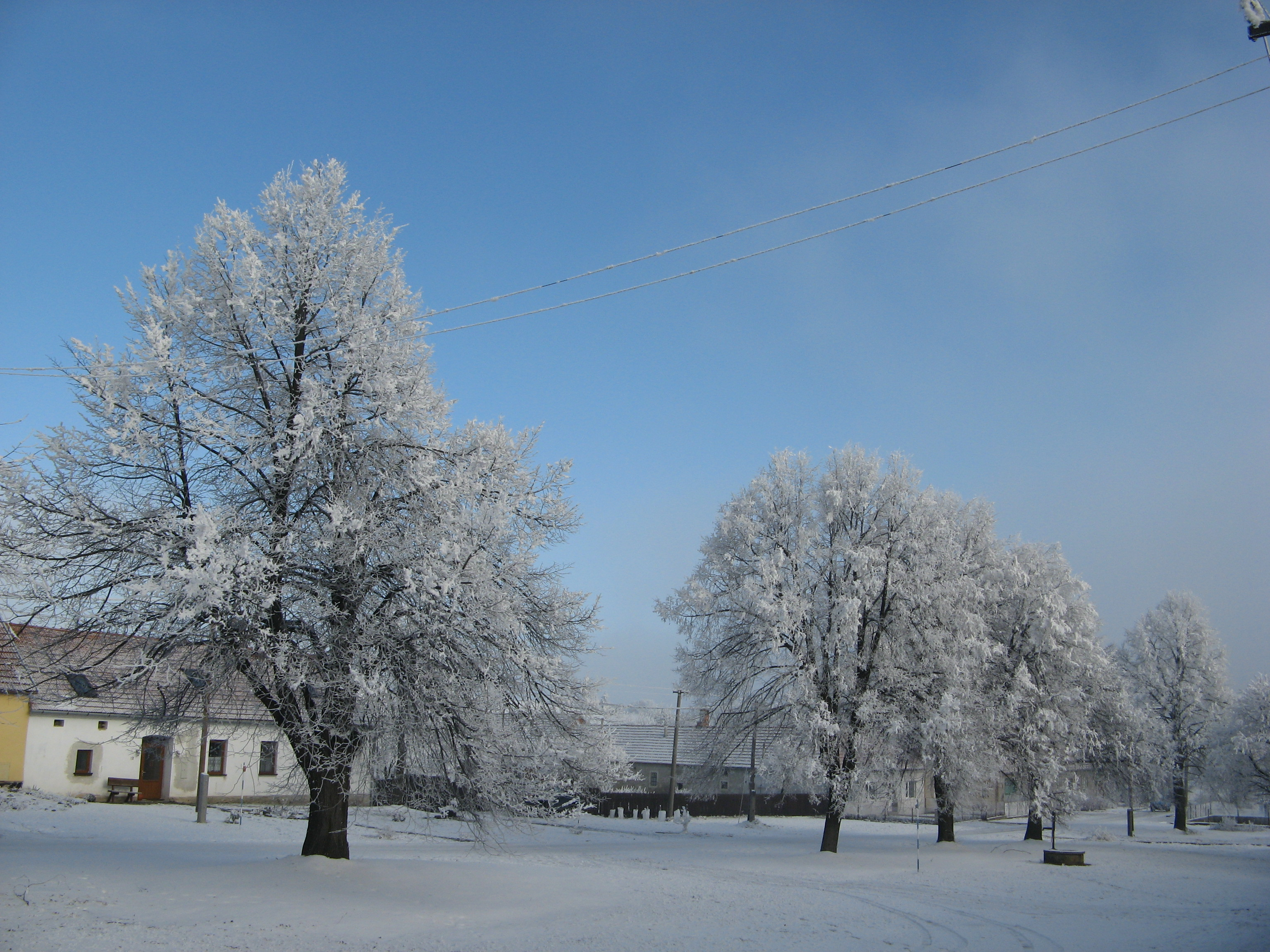
Bousin im Winter